# Hauterives
Hauterives är en kommun i departementet Drôme i regionen Auvergne-Rhône-Alpes i sydöstra Frankrike. Kommunen ligger i kantonen Le Grand-Serre som tillhör arrondissementet Valence. År 2022 hade Hauterives 1 895 invånare.
I kommunen finns den mycket märkliga byggnaden le Palais idéal (sv: Idealpalatset) byggt av lantbrevbäraren Ferdinand Cheval.

## Befolkningsutveckling
Antalet invånare i kommunen Hauterives
Referens:INSEE